# Аббт, Томас
Томас Аббт (нем. Thomas Abbt; 25 ноября 1738, Ульм — 3 ноября 1766, Бюккебург) — немецкий философ, писатель.

## Биография
Томас Аббт родился в семье мастера по парикам. После посещения гимназии в Ульме он в 1756 году поступил в университет Галле, где изучал философию и математику. С 1760 г. Аббт преподаёт философию во Франкфурте-на-Одере, затем математику в Ринтельне, наконец, с 1761 г. по 1762 г. оба предмета в Берлине.
Во время пребывания в Берлине Аббт знакомится с Кристофом Фридрихом Николаи и входит в его «Берлинский кружок», а также сближается с Мозесом Мендельсоном, сотрудничая под псевдонимом *B* в журнале «Письма о новейшей немецкой литературе». После почти годового пребывания во Франции Аббт посещает в Фернее под Женевой Вольтера.
Громкую известность приобретает изданным в Берлине в 1765 г. сочинением «О заслугах» («Vom Verdienst»). В том же 1765 г. Аббт принял предложение стать придворным советником графа Вильгельма Шаумбург-Липпского и Patronus scholarum графства Шаумбург-Липпе и умер вскоре от болезни геморроидов.
После смерти его сочинения были изданы К. Ф. Николаи: «Vermischten Werke» (в 6 т. 1768—81 гг., 2-е изд. 1790 г.).